# 速水由紀子
速水 由紀子（はやみ ゆきこ）は、日本のジャーナリスト。

## 人物・来歴
日本女子大学家政学部住居学科建築専攻を卒業後、新聞記者を経てAERA「現代の肖像」などで人物ノンフィクションを執筆したり、映画、本のレビューや、著書の執筆、講演活動などを行っている。若者・夫婦・家族などの問題について、綿密な取材を基にしたルポルタージュや評論、インタビューで描写・分析する。

## 著作

### 単著
- 『あなたはもう幻想の女しか抱けない』（筑摩書房、1998）
- 『家族卒業』（紀伊國屋書店、1999　のち朝日文庫
- 『働く私に究極の花道はあるか？』（小学館、2001）
- 『恋愛できない男たち』（大和書房、2002）
- 『ワン婚―犬を飼うように、男と暮らしたい』メタローグ、2004）
- 『「つながり」というあぶない快楽』(筑摩書房、2006)
- 『悪魔のDNA』　祥伝社 2013
- 『マッチング・アプリ症候群』朝日新聞出版　2023

### 共著
- （宮台真司）『サイファ覚醒せよ!――世界の新解読バイブル』（筑摩書房、2000）のち文庫
- （宮台真司）『不純異性交遊マニュアル』（筑摩書房、2002）